# Guillermo Cotugno
Guillermo Gastón Cotugno Lima (ur. 17 marca 1995 w Montevideo) – urugwajski piłkarz występujący na pozycji obrońcy w Śląsku Wrocław.